# Halowe Mistrzostwa Europy w Lekkoatletyce 1980 – skok w dal mężczyzn
Skok w dal mężczyzn – jedna z konkurencji technicznych rozgrywanych podczas halowych lekkoatletycznych mistrzostw Europy w hali Glaspalast w Sindelfingen.  Rozegrano od razu finał 2 marca 1980. Zwyciężył reprezentant Republiki Federalnej Niemiec Winfried Klepsch. Pierwotnie zwycięzcą został ogłoszony Ronald Desruelles z Belgii, ale później został zdyskwalifikowany z powodu wykrycia w jego organizmie niedozwolonej substancji (dianavitu). Tytułu zdobytego na poprzednich mistrzostwach nie bronił Władimir Cepielow ze Związku Radzieckiego.

## Rezultaty
Rozegrano od razu finał, w którym wzięło udział 15 skoczków.

Opracowano na podstawie materiału źródłowego.
| Poz. | Zawodnik             | Reprezentacja  | Próby | Próby | Próby | Próby | Próby | Próby | Wynik | Uwagi |
| Poz. | Zawodnik             | Reprezentacja  | 1     | 2     | 3     | 4     | 5     | 6     | Wynik | Uwagi |
| ---- | -------------------- | -------------- | ----- | ----- | ----- | ----- | ----- | ----- | ----- | ----- |
| 01 ! | Winfried Klepsch     | RFN            | 7,77  | 7,53  | 7,58  | 7,17  | 7,98  | x     | 7,98  |       |
| 02 ! | Nenad Stekić         | Jugosławia     | 7,83  | 7,90  | 7,88  | 7,91  | 7,78  | 7,63  | 7,91  |       |
| 03 ! | Stanisław Jaskułka   | Polska         | 7,61  | 7,84  | 7,63  | x     | 7,85  | 7,83  | 7,85  |       |
| 4.   | Joachim Busse        | RFN            | 7,74  | 7,85  | x     | x     | 7,80  | 6,18  | 7,85  |       |
| 5.   | Wiktor Bielski       | ZSRR           | 7,67  | 7,79  | 7,78  | 7,77  | 7,71  | x     | 7,79  |       |
| 6.   | Jörg Klocke          | RFN            |       |       |       |       |       |       | 7,76  |       |
| 7.   | Andrzej Klimaszewski | Polska         |       |       |       |       |       |       | 7,73  |       |
| 8.   | Rolf Bernhard        | Szwajcaria     |       |       |       |       |       |       | 7,72  |       |
| 9.   | Iwan Tuparow         | Bułgaria       |       |       |       |       |       |       | 7,70  |       |
| 10.  | László Szalma        | Węgry          |       |       |       |       |       |       | 7,55  |       |
| 11.  | Jaroslav Prišcák     | Czechosłowacja |       |       |       |       |       |       | 7,50  |       |
| 12.  | Dimitrios Delifotis  | Grecja         |       |       |       |       |       |       | 7,50  |       |
| 13.  | Olli Pousi           | Finlandia      |       |       |       |       |       |       | 7,19  |       |
| 14.  | Marco Piochi         | Włochy         |       |       |       |       |       |       | 5,92  |       |
| –.   | Ronald Desruelles    | Belgia         | 7,79  | 7,83  | x     | x     | x     | 8,08  | 8,08  | DQ    |